# 白榕並盾介殼蟲
白榕並盾介殼蟲（学名：Pinnaspis shirozui）为盾介殼蟲科并盾介殼蟲屬下的一个种。